# Discografia dei Kiss
La discografia dei Kiss, gruppo musicale hard rock statunitense, si compone di ventiquattro album in studio, oltre cinquanta singoli e trentanove video musicali.

## Album
Album in studio 
| Anno | Titolo | Classifiche | Classifiche | Classifiche | Classifiche | Classifiche | Classifiche | Classifiche | Classifiche | Classifiche | Classifiche | Classifiche | Classifiche | Classifiche | Certificazioni                                                               |
| Anno | Titolo | AUS         | AUT         | CAN         | GER         | ITA         | JPN         | NED         | NZL         | NOR         | SWE         | SWI         | UK          | USA         | Certificazioni                                                               |
| ---- | --- | ----------- | ----------- | ----------- | ----------- | ----------- | ----------- | ----------- | ----------- | ----------- | ----------- | ----------- | ----------- | ----------- | ---------------------------------------------------------------------------- |
| 1974 | Kiss - Pubblicato: 18 febbraio 1974 - Etichetta: Casablanca - Formato: CD, LP, MC, 8-track                                                       | —           | —           | —           | —           | —           | —           | —           | 38          | —           | —           | —           | —           | 87          | - US: Oro - CAN: Oro                                                         |
| 1974 | Hotter than Hell - Pubblicato: 22 ottobre 1974 - Etichetta: Casablanca - Formato: CD, LP, MC, 8-track                                            | —           | —           | —           | —           | —           | 46          | —           | —           | —           | —           | —           | —           | 100         | - US: Oro                                                                    |
| 1975 | Dressed to Kill - Pubblicazione: 19 marzo 1975 - Etichetta: Casablanca - Formato: CD, LP, MC, 8-track                                            | —           | —           | —           | —           | —           | —           | —           | —           | —           | —           | —           | —           | 32          | - US: Oro                                                                    |
| 1976 | Destroyer - Pubblicato: 15 marzo 1976 - Etichetta: Casablanca - Formato: CD, LP, MC, 8-track                                                     | 6           | —           | 6           | —           | —           | —           | —           | —           | —           | 4           | —           | 22          | 11          | - US: 2× Platino                                                             |
| 1976 | Rock and Roll Over - Pubblicato: 11 novembre 1976 - Etichetta: Casablanca - Formato: CD, LP, MC, 8-track                                         | —           | —           | 7           | —           | —           | —           | —           | —           | —           | 9           | —           | —           | 11          | - US: Platino                                                                |
| 1977 | Love Gun - Pubblicato: 30 giugno 1977 - Etichetta: Casablanca - Formato: CD, LP, MC, 8-track                                                     | —           | —           | 3           | —           | —           | 2           | —           | —           | —           | 6           | —           | —           | 4           | - US: Platino                                                                |
| 1979 | Dynasty - Pubblicato: 23 maggio 1979 - Etichetta: Casablanca - Formato: CD, LP, MC, 8-track                                                      | 2           | —           | 7           | 8           | 16          | —           | —           | —           | —           | 17          | —           | 50          | 9           | - AUS: Platino - CAN: 2× Platino - NED: Platino - NZL: Platino - US: Platino |
| 1980 | Unmasked - Pubblicato: 20 maggio 1980 - Etichetta: Casablanca - Formato: CD, LP, MC, 8-track                                                     | 3           | 3           | —           | 4           | 11          | —           | —           | —           | 1           | 17          | —           | 48          | 35          | - AUS: Platino - CAN: Oro - NZL: Platino - US: Oro                           |
| 1981 | Music from "The Elder" - Pubblicazione: 10 novembre 1981 - Etichetta: Casablanca - Formato: CD, LP, MC, 8-track                                  | 11          | —           | —           | 10          | 23          | —           | —           | —           | 7           | 19          | —           | 51          | 75          | - AUS: Oro                                                                   |
| 1982 | Creatures of the Night - Pubblicazione: 13 ottobre 1982 - Etichetta: Casablanca - Formato: CD, LP, MC, 8-track                                   | —           | —           | —           | 45          | 25          | —           | —           | —           | 31          | 22          | —           | 22          | 45          | - US: Oro                                                                    |
| 1983 | Lick It Up - Pubblicato: 18 settembre 1983 - Etichetta: Mercury - Formato: CD, LP, MC, 8-track (solo i circoli discografici poterono registrare) | —           | 13          | —           | 18          | —           | 15          | —           | —           | 7           | 3           | —           | 7           | 24          | - CAN: Oro - US: Platino                                                     |
| 1984 | Animalize - Pubblicato: 13 settembre 1984 - Etichetta: Mercury - Formato: CD, LP, MC, 8-track (solo i circoli discografici poterono registrare)  | —           | 14          | —           | —           | —           | —           | —           | —           | 14          | 8           | 9           | 11          | 19          | - CAN: Platino - FIN: Oro - US: Platino                                      |
| 1985 | Asylum - Pubblicato: 16 settembre 1985 - Etichetta: Mercury - Formato: CD, LP, MC                                                                | —           | —           | —           | —           | —           | —           | —           | —           | 11          | 3           | 15          | 12          | 20          | - CAN: Oro - US: Oro                                                         |
| 1987 | Crazy Nights - Pubblicato: 18 settembre 1987 - Etichetta: Mercury - Formato: CD, LP, MC                                                          | —           | —           | —           | —           | —           | —           | —           | —           | 8           | 11          | 14          | 4           | 18          | - CAN: Platino - FIN: Oro - US: Platino                                      |
| 1989 | Hot in the Shade - Pubblicato: 17 ottobre 1989 - Etichetta: Mercury - Formato: CD, LP, MC                                                        | 30          | —           | —           | —           | —           | —           | —           | —           | 8           | 29          | 23          | 35          | 29          | - CAN: Platino - US: Oro                                                     |
| 1992 | Revenge - Pubblicato: 14 maggio 1992 - Etichetta: Mercury - Formato: CD, LP, MC                                                                  | 5           | —           | —           | —           | —           | —           | —           | —           | 4           | 10          | 6           | 10          | 6           | - CAN: Oro - US: Oro                                                         |
| 1997 | Carnival of Souls: The Final Sessions - Pubblicato: 28 ottobre 1997 - Etichetta: Mercury - Formato: CD, LP, MC                                   | —           | —           | —           | —           | —           | —           | —           | —           | 23          | —           | —           | —           | 27          |                                                                              |
| 1998 | Psycho Circus - Pubblicato: 22 settembre 1998 - Etichetta: Mercury - Formato: CD, LP, MC                                                         | 1           | —           | 2           | 5           | —           | —           | —           | —           | 4           | 1           | 30          | 47          | 3           | - CAN: Oro - SWE: Oro - US: Oro                                              |
| 2009 | Sonic Boom - Pubblicato: 6 ottobre 2009 - Etichetta: Roadrunner - Formato: CD, LP, MC                                                            | —           | —           | —           | 4           | 12          | —           | —           | —           | 2           | 3           | 12          | 24          | 2           |                                                                              |
| 2012 | Monster - Pubblicato: 9 ottobre 2012 - Etichetta: Universal - Formato: CD, LP, MC                                                                | —           | —           | —           | 6           | 9           | —           | —           | —           | 2           | 4           | 8           | 21          | 3           |                                                                              |

 Album dal vivo 
| Anno | Titolo | Classifiche | Classifiche | Classifiche | Classifiche | Classifiche | Classifiche | Classifiche | Certificazioni                              |
| Anno | Titolo | AUS         | CAN         | GER         | NOR         | SWE         | UK          | USA         | Certificazioni                              |
| ---- | --- | ----------- | ----------- | ----------- | ----------- | ----------- | ----------- | ----------- | ------------------------------------------- |
| 1975 | Alive! - Pubblicato: 10 settembre 1975 - Etichetta: Casablanca                                                       | 13          | 3           | —           | 31          | 22          | 49          | 9           | - AUS: Oro - CAN: Oro - US: Oro             |
| 1977 | Alive II - Pubblicato: 28 novembre 1977 - Etichetta: Casablanca                                                      | 17          | 5           | —           | —           | 28          | 60          | 7           | - AUS: Oro - CAN: Platino - USA: 2× Platino |
| 1993 | Alive III - Pubblicato: 18 maggio 1993 - Etichetta: Mercury                                                          | 14          | 9           | 57          | 15          | 20          | 24          | 9           | - CAN: Oro - US: Oro                        |
| 1996 | Kiss Unplugged - Pubblicato: 12 marzo 1996 - Etichetta: Mercury                                                      | 4           | 15          | 47          | 9           | 5           | 74          | 15          | - ARG: Oro - US: Oro                        |
| 2003 | KISS Symphony: Alive IV - Pubblicato: 22 luglio 2003 - Etichetta: Sanctuary                                          | 14          | 10          | 15          | 5           | 23          | —           | 18          | - CAN: Oro                                  |
| 2006 | Alive! The Millennium Concert - Pubblicato: 21 novembre 2006 - Etichetta: Mercury, Sanctuary                         | —           | —           | —           | —           | —           | —           | 167         |                                             |
| 2016 | Kiss Rocks Vegas - Pubblicato: 26 agosto 2016 - Etichetta: Eagle Rocks Entertainment                                 | —           | —           | 24          | —           | —           | —           | —           |                                             |
| 2021 | Off The Soundboard – Tokyo 2001 - Pubblicato: 11 giugno 2021 - Etichetta: Eagle Rocks Entertainment                  | —           | —           | 21          | —           | —           | —           | 192         |                                             |
| 2022 | Off The Soundboard: Live In Virginia Beach 2004 - Pubblicato: 11 marzo 2022 - Etichetta: Eagle Rocks Entertainment   | —           | —           | —           | —           | —           | —           | —           |                                             |
| 2022 | Off The Soundboard: Live At Donington 1996 - Pubblicato: 10 giugno 2022 - Etichetta: Eagle Rocks Entertainment       | —           | —           | —           | —           | —           | —           | —           |                                             |
| 2022 | Off The Soundboard: Des Moines 1977 - Pubblicato: 28 luglio 2022 - Etichetta: Eagle Rocks Entertainment              | —           | —           | —           | —           | —           | —           | —           |                                             |
| 2023 | Off The Soundboard: Live In Poughkeepsie, NY 1984 - Pubblicato: 7 aprile 2023 - Etichetta: Eagle Rocks Entertainment | —           | —           | —           | —           | —           | —           | —           |                                             |

 Compilation 
| Anno | Titolo | Classifica | Classifica | Classifica | Classifica | Classifica | Classifica | Classifica | Certificazioni                       | Nuove canzoni incise |
| Anno | Titolo | AUS        | CAN        | GER        | NOR        | SWE        | UK         | USA        | Certificazioni                       | Nuove canzoni incise |
| ---- | --- | ---------- | ---------- | ---------- | ---------- | ---------- | ---------- | ---------- | ------------------------------------ | -------------------- |
| 1978 | Double Platinum - Pubblicato: 2 aprile 1978 - Etichetta: Casablanca - Formato: CD, LP, Audiocassetta, 8-track           | 17         | 15         | —          | —          | —          | —          | 22         | - AUS: Oro - CAN: Oro - US: Platino  | Si                   |
| 1979 | The Best of the Solo Albums - Pubblicato: novembre 1979 - Etichetta: Casablanca - Formato: LP                           | —          | —          | —          | —          | —          | —          | —          |                                      | —                    |
| 1982 | Killers - Pubblicato: 2 aprile 1978 - Etichetta: Mercury                                                                | —          | —          | —          | —          | —          | —          | —          |                                      | Si                   |
| 1985 | The Singles - Pubblicato: 2 aprile 1978 - Etichetta: Concept/Polygram - Formato: CD, LP, Audiocassetta, 8-track         | —          | —          | —          | —          | —          | —          | —          |                                      | —                    |
| 1988 | Smashes, Thrashes & Hits - Pubblicato: 15 novembre 1988 - Etichetta: Mercury                                            | —          | —          | —          | —          | —          | —          | —          | - CAN: Platino - US: 2× Platino      | Si                   |
| 1988 | Chikara - Pubblicato: 25 maggio 1988 - Etichetta: Polystar                                                              | —          | —          | —          | —          | —          | —          | —          |                                      | Si                   |
| 1997 | Greatest Kiss - Pubblicato: 8 aprile 1997 - Etichetta: Mercury                                                          | —          | —          | —          | —          | —          | —          | —          | - ARG: Oro - AUS: Platino - SWE: Oro | Si                   |
| 1999 | Greatest Hits - Pubblicato: 18 giugno 1999 - Etichetta: Polygram                                                        | —          | —          | —          | —          | —          | —          | —          | - UK: Oro                            | No                   |
| 2002 | The Very Best of Kiss - Pubblicato: 27 agosto 2002 - Etichetta: Mercury                                                 | —          | —          | —          | —          | —          | —          | —          | - ARG: Oro - US: Oro                 | No                   |
| 2003 | The Best of Kiss: The Millennium Collection - Pubblicato: 5 agosto 2003 - Etichetta: Universal                          | —          | —          | —          | —          | —          | —          | —          | - US: Oro                            | No                   |
| 2004 | The Best of Kiss, Volume 2: The Millennium Collection - Pubblicato: 15 giugno 2004 - Etichetta: Universal               | —          | —          | —          | —          | —          | —          | —          |                                      | No                   |
| 2005 | Gold - Pubblicato: 11 gennaio 2005 - Etichetta: Universal                                                               | —          | —          | —          | —          | —          | —          | —          |                                      | No                   |
| 2006 | The Best of Kiss, Volume 3: The Millennium Collection - Pubblicato: 10 ottobre 2006 - Etichetta: Universal              | —          | —          | —          | —          | —          | —          | —          |                                      | No                   |
| 2008 | Jigoku-Retsuden - New Recordings Best - Pubblicato: 27 agosto 2008 - Etichetta: Sony Music                              | —          | —          | —          | —          | —          | —          | —          |                                      | Si                   |
| 2014 | Kiss 40 - Pubblicato: 23 maggio 2014 - Etichetta: Mercury                                                               | —          | —          | —          | —          | —          | —          | —          | - UK: Argento                        | Si                   |
| 2017 | Kissworld: The Best of Kiss - Pubblicato: 2 giugno 2017 ( Regno Unito), 25 gennaio 2019 ( Mondo) - Etichetta: Universal | —          | —          | —          | —          | —          | —          | —          | - UK: Argento                        | No                   |

 Box Set 
| Anno | Titolo                                                                                               | Classifica | Classifica | Classifica | Certificazioni | Nuove canzoni incise |
| Anno | Titolo                                                                                               | CAN        | SWE        | USA        | Certificazioni | Nuove canzoni incise |
| ---- | --- | ---------- | ---------- | ---------- | -------------- | -------------------- |
| 1976 | The Originals - Pubblicato: 21 luglio 1976 - Etichetta: Casablanca                                   | —          | —          | —          |                | No                   |
| 1978 | The Originals II - Pubblicato: 23 marzo 1978 - Etichetta: Casablanca                                 | —          | —          | —          |                | No                   |
| 1996 | You Wanted the Best, You Got the Best!! - Pubblicato: 25 giugno 1996 - Etichetta: Mercury            | —          | —          | —          |                | —                    |
| 1998 | The Originals 1974-1979 - Pubblicato: 1998 - Etichetta: Mercury                                      | —          | —          | —          |                | —                    |
| 2001 | The Box Set - Pubblicato: 20 novembre 2001 - Etichetta: Mercury                                      | —          | —          | —          | US: Oro        | Si                   |
| 2005 | Kiss Chronicles: 3 Classic Albums - Pubblicato: 21 giugno 2005 - Etichetta: Mercury                  | —          | —          | —          |                | No                   |
| 2006 | KISS Alive! 1975-2000 - Pubblicato: 21 novembre 2006 - Etichetta: Mercury                            | —          | —          | —          |                | Si                   |
| 2008 | Ikons - Pubblicato: 21 ottobre 2008 - Etichetta: Universal                                           | —          | —          | —          |                | No                   |
| 2012 | The Casablanca Singles 1974-1982 - Pubblicato: 13 novembre 2012 - Etichetta: Universal               | —          | —          | —          |                | No                   |
| 2014 | Kissteria – The Ultimate Vinyl Case - Pubblicato: giugno 2014 - Etichetta: Universal                 | —          | —          | —          |                | No                   |
| 2018 | Kiss – The Solo Albums 40th Anniversary Collection - Pubblicato: ottobre 2018 - Etichetta: Universal | —          | —          | —          |                | No                   |

 Album tributo (parziale) 
| Anno | Titolo | Artista | Riferimenti   |
| ---- | --- | ------- | ------------- |
| 1996 | Spacewalk: A Tribute to Ace Frehley - Pubblicato: 1996 - Etichetta: Triage Records - Formato: CD                       | AA.VV.  | [ 33 ] [ 34 ] |
| 1997 | Return of the Comet: A Tribute to Ace Frehley - Pubblicato: 1997 - Etichetta: Shock Records - Formato: CD              | AA.VV.  | [ 35 ]        |
| 1997 | Dressed to Kill: An Independent Tribute to Kiss - Pubblicato: 1997 - Etichetta: Rock Dream Records - Formato: CD       | AA.VV.  | [ 36 ]        |
| 2003 | A Tribute to the Creatures of the Night - Pubblicato: 10 marzo 2003 - Etichetta: Nuclear Blast - Formato: CD           | AA.VV.  | [ 37 ]        |
| 2004 | Spin the Bottle: An All-Star Tribute to Kiss - Pubblicato: 27 aprile 2004 - Etichetta: Koch Records - Formato: CD, DVD | AA.VV.  | [ 38 ]        |

## Singoli
Singoli provenienti da album o compilation 
| Anno | Titolo | Album di provenienza                  | Classifica | Classifica | Classifica | Classifica | Classifica | Classifica | Classifica | Classifica | Classifica | Classifica | Classifica | Classifica | Classifica | Certificazioni                                                      |
| Anno | Titolo | Album di provenienza                  | AUS        | AUT        | CAN        | FRA        | GER        | ITA        | NED        | NOR        | NZL        | SWE        | SWI        | UK         | USA        | Certificazioni                                                      |
| ---- | --- | ------------------------------------- | ---------- | ---------- | ---------- | ---------- | ---------- | ---------- | ---------- | ---------- | ---------- | ---------- | ---------- | ---------- | ---------- | ------------------------------------------------------------------- |
| 1974 | Nothin' to Lose/Love Theme from Kiss - Pubblicato: 8 febbraio 1974 - Etichetta: Casablanca                          | Kiss                                  | —          | —          | —          | —          | —          | —          | —          | —          | —          | —          | —          | —          | —          |                                                                     |
| 1974 | Kissin' Time/Deuce - Pubblicato: 10 maggio 1974 - Etichetta: Casablanca                                             | Kiss                                  | —          | —          | —          | —          | —          | —          | —          | —          | —          | —          | —          | —          | 83         |                                                                     |
| 1974 | Strutter/100,000 Years - Pubblicato: 10 agosto 1974 - Etichetta: Casablanca                                         | Kiss                                  | —          | —          | —          | —          | —          | —          | —          | —          | —          | —          | —          | —          | —          |                                                                     |
| 1974 | Let Me Go, Rock'n Roll/Hotter than Hell - Pubblicato: 22 ottobre 1974 - Etichetta: Casablanca                       | Hotter than Hell                      | —          | —          | —          | —          | —          | —          | —          | —          | —          | —          | —          | —          | —          |                                                                     |
| 1975 | Rock and Roll All Nite/Getaway - Pubblicato: 2 aprile 1975 - Etichetta: Casablanca                                  | Dressed to Kill                       | —          | —          | —          | —          | —          | —          | —          | —          | —          | —          | —          | —          | 68         | - UK: Argento                                                       |
| 1975 | C'mon and Love Me/Getaway - Pubblicato: 10 luglio 1975 - Etichetta: Casablanca                                      | Dressed to Kill                       | —          | —          | —          | —          | —          | —          | —          | —          | —          | —          | —          | —          | —          |                                                                     |
| 1975 | Rock and Roll All Nite (live)/Rock and Roll All Nite (studio) - Pubblicato: 14 ottobre 1975 - Etichetta: Casablanca | Alive!                                | 18         | —          | 13         | —          | —          | 22         | —          | —          | —          | —          | —          | —          | 12         |                                                                     |
| 1976 | Shout It Out Loud/Sweet Pain - Pubblicato: 1 marzo 1976 - Etichetta: Casablanca                                     | Destroyer                             | —          | —          | 1          | —          | 32         | —          | —          | —          | —          | 16         | —          | —          | 31         |                                                                     |
| 1976 | God of Thunder - Pubblicato: 15 marzo 1976 - Etichetta: Casablanca                                                  | Destroyer                             | —          | —          | 73         | —          | —          | —          | —          | —          | —          | —          | —          | —          | 74         |                                                                     |
| 1976 | Flaming Youth - Pubblicato: 30 aprile 1976 - Etichetta: Casablanca                                                  | Destroyer                             | —          | —          | 73         | —          | —          | —          | —          | —          | —          | —          | —          | —          | 74         |                                                                     |
| 1976 | Detroit Rock City - Pubblicato: 28 luglio 1976 - Etichetta: Casablanca                                              | Destroyer                             | —          | —          | —          | —          | 14         | 32         | —          | —          | —          | —          | —          | —          | —          |                                                                     |
| 1976 | Beth - Pubblicato: agosto 1976 - Etichetta: Casablanca                                                              | Destroyer                             | 79         | —          | 5          | —          | —          | —          | —          | —          | —          | —          | —          | —          | 7          | - CAN: Oro - US: Oro                                                |
| 1976 | Hard Luck Woman/Mr. Speed - Pubblicato: 1 novembre 1976 - Etichetta: Casablanca                                     | Rock and Roll Over                    | 67         | —          | 15         | —          | 34         | —          | —          | —          | —          | —          | —          | —          | 15         |                                                                     |
| 1977 | Calling Dr. Love/Take Me - Pubblicato: 13 febbraio 1977 - Etichetta: Casablanca                                     | Rock and Roll Over                    | —          | —          | 2          | —          | —          | —          | —          | —          | —          | —          | —          | —          | 16         |                                                                     |
| 1977 | Ladies Room/I Want You - Pubblicato: 1 aprile 1977 - Etichetta: Casablanca                                          | Rock and Roll Over                    | —          | —          | —          | —          | —          | —          | —          | —          | —          | —          | —          | —          | —          |                                                                     |
| 1977 | Christine Sixteen/Shock Me - Pubblicato: 1 giugno 1977 - Etichetta: Casablanca                                      | Love Gun                              | —          | —          | 22         | —          | 46         | —          | —          | —          | —          | —          | —          | —          | 25         |                                                                     |
| 1977 | Love Gun/Hooligan - Pubblicato: 31 luglio 1977 - Etichetta: Casablanca                                              | Love Gun                              | —          | —          | 41         | —          | —          | —          | —          | —          | —          | —          | —          | —          | 61         |                                                                     |
| 1977 | I Stole Your Love/Tomorrow and Tonight - Pubblicato: 1 ottobre 1977 - Etichetta: Casablanca                         | Love Gun                              | —          | —          | —          | —          | —          | —          | —          | —          | —          | —          | —          | —          | —          |                                                                     |
| 1977 | Shout It Out Loud (live)/Nothin' to Lose (live) - Pubblicato: 14 ottobre 1977 - Etichetta:                          | Alive II                              | —          | —          | 74         | —          | —          | —          | —          | —          | —          | —          | —          | —          | 54         |                                                                     |
| 1978 | Rocket Ride/Tomorrow and Tonight (live) - Pubblicato: 22 febbraio 1978 - Etichetta: Casablanca                      | Alive II                              | —          | —          | 46         | —          | —          | —          | —          | —          | —          | —          | —          | —          | 39         |                                                                     |
| 1978 | Strutter '78/Shock Me - Pubblicato: 2 aprile 1978 - Etichetta: Casablanca                                           | Double Platinum                       | 89         | —          | —          | —          | —          | —          | —          | —          | —          | —          | —          | —          | —          |                                                                     |
| 1979 | I Was Made for Lovin' You/Hard Times - Pubblicato: 20 maggio 1979 - Etichetta:                                      | Dynasty                               | 2          | 6          | 1          | 2          | 2          | 10         | 1          | 10         | —          | —          | 2          | —          | 11         | - CAN: Oro - NED: Oro - JPN: Oro - ITA: Platino - UK: Oro - US: Oro |
| 1979 | Sure Know Something/Dirty Livin' - Pubblicato: 30 settembre 1979 - Etichetta:                                       | Dynasty                               | 5          | —          | —          | —          | 28         | —          | 3          | —          | 11         | —          | —          | —          | 47         |                                                                     |
| 1980 | Shandi/She's So European - Pubblicato: 1º giugno 1980 - Etichetta:                                                  | Unmasked                              | 5          | 10         | —          | —          | 28         | —          | 24         | 4          | 6          | —          | —          | —          | 47         |                                                                     |
| 1980 | Talk to Me/Naked City - Pubblicato: 24 agosto 1980 - Etichetta:                                                     | Unmasked                              | 39         | —          | —          | —          | 32         | —          | 34         | —          | —          | —          | 10         | —          | —          |                                                                     |
| 1980 | Two Sides of the Coin/Tomorrow - Pubblicato: 1 novembre 1980 - Etichetta:                                           | Unmasked                              | —          | —          | —          | —          | 70         | —          | —          | —          | —          | —          | —          | —          | —          |                                                                     |
| 1981 | A World Without Heroes/Dark Light - Pubblicato: 17 novembre 1981 - Etichetta:                                       | Music from "The Elder"                | —          | —          | —          | —          | —          | —          | —          | —          | —          | —          | —          | 55         | 56         |                                                                     |
| 1981 | I/The Oath - Pubblicato: 22 novembre 1981 - Etichetta:                                                              | Music from "The Elder"                | 24         | —          | —          | —          | 62         | —          | 48         | —          | —          | —          | —          | —          | —          |                                                                     |
| 1982 | I Love It Loud/Danger - Pubblicato: 13 ottobre 1982 - Etichetta:                                                    | Creatures of the Night                | 72         | —          | —          | —          | —          | —          | —          | —          | —          | —          | —          | —          | 102        |                                                                     |
| 1983 | Creatures of the Night/Rock and Roll All Nite (live) - Pubblicato: aprile 1983 - Etichetta:                         | Creatures of the Night                | —          | —          | —          | —          | —          | —          | —          | —          | —          | —          | —          | 34         | —          |                                                                     |
| 1983 | Lick It Up/Dance All Over Your Face - Pubblicato: 18 settembre 1983 - Etichetta:                                    | Lick It Up                            | —          | —          | 32         | —          | —          | —          | —          | —          | —          | —          | 24         | 31         | 66         |                                                                     |
| 1984 | All Hell's Breakin' Loose/Young and Wasted - Pubblicato: 6 febbraio 1984 - Etichetta:                               | Lick It Up                            | —          | —          | —          | —          | 71         | —          | —          | —          | —          | —          | —          | —          | —          |                                                                     |
| 1984 | Heaven's on Fire/Lonely Is the Hunter - Pubblicato: 19 settembre 1984 - Etichetta:                                  | Animalize                             | —          | —          | —          | —          | —          | —          | —          | —          | —          | 19         | —          | —          | 11         |                                                                     |
| 1985 | Thrills in the Night/Burn Bitch Burn - Pubblicato: 13 gennaio 1985 - Etichetta:                                     | Animalize                             | —          | —          | —          | —          | —          | —          | —          | —          | —          | —          | —          | 41         | —          |                                                                     |
| 1985 | Tears Are Falling/Any Way You Slice It - Pubblicato: 16 settembre 1985 - Etichetta:                                 | Asylum                                | 83         | —          | —          | —          | —          | —          | —          | —          | —          | —          | —          | 57         | 51         |                                                                     |
| 1985 | Who Wants to Be Lonely/Trial by Fire - Pubblicato: 1985 - Etichetta:                                                | Asylum                                | —          | —          | —          | —          | —          | —          | —          | —          | —          | —          | —          | —          | —          |                                                                     |
| 1987 | Crazy Crazy Nights/No, No, No - Pubblicato: 18 agosto 1987 - Etichetta:                                             | Crazy Nights                          | —          | —          | —          | —          | —          | —          | —          | 7          | —          | —          | —          | 4          | 65         | - UK: Argento                                                       |
| 1987 | Reason to Live/Thief in the Night - Pubblicato: 1º novembre 1987 - Etichetta:                                       | Crazy Nights                          | —          | —          | —          | —          | —          | —          | —          | —          | —          | —          | —          | 33         | 64         |                                                                     |
| 1988 | Turn On the Night/Hell or High Water - Pubblicato: 27 febbraio 1988 - Etichetta:                                    | Crazy Nights                          | —          | —          | —          | —          | —          | —          | —          | —          | —          | —          | —          | 41         | —          |                                                                     |
| 1988 | Let's Put the X in Sex/Calling Dr. Love - Pubblicato: 11 ottobre 1988 - Etichetta:                                  | Smashes, Thrashes & Hits              | 48         | —          | —          | —          | —          | —          | —          | —          | —          | —          | —          | —          | 97         |                                                                     |
| 1989 | (You Make Me) Rock Hard/Strutter - Pubblicato: 3 marzo 1989 - Etichetta:                                            | Smashes, Thrashes & Hits              | —          | —          | —          | —          | —          | —          | —          | —          | —          | —          | —          | —          | —          |                                                                     |
| 1989 | Hide Your Heart/Betrayed - Pubblicato: 17 ottobre 1989 - Etichetta:                                                 | Hot in the Shade                      | —          | —          | —          | —          | —          | —          | —          | —          | —          | —          | —          | —          | —          |                                                                     |
| 1990 | Forever/The Street Giveth and the Street Taketh Away - Pubblicato: 5 gennaio 1990 - Etichetta:                      | Hot in the Shade                      | 38         | —          | 18         | —          | —          | —          | —          | —          | —          | —          | —          | 65         | 8          |                                                                     |
| 1990 | Rise to It/Silver Spoon - Pubblicato: 1º aprile 1990 - Etichetta:                                                   | Hot in the Shade                      | —          | —          | —          | —          | —          | —          | —          | —          | —          | —          | —          | —          | 81         |                                                                     |
| 1991 | God Gave Rock 'N Roll to You II - Pubblicato: 22 agosto 1991 - Etichetta:                                           | Revenge                               | 18         | 16         | —          | —          | 9          | —          | —          | —          | —          | —          | 4          | 4          | 21         |                                                                     |
| 1992 | Unholy/Spit - Pubblicato: 4 maggio 1992 - Etichetta:                                                                | Revenge                               | —          | —          | —          | —          | —          | —          | —          | 2          | —          | 19         | —          | 26         | —          |                                                                     |
| 1992 | Every Time I Look at You - Pubblicato: 1992 - Etichetta:                                                            | Revenge                               | —          | —          | —          | —          | —          | —          | —          | —          | —          | 31         | —          | —          | —          |                                                                     |
| 1992 | I Just Wanna - Pubblicato: 1992 - Etichetta:                                                                        | Revenge                               | —          | —          | —          | —          | —          | —          | —          | —          | —          | —          | —          | —          | 34         |                                                                     |
| 1992 | Domino - Pubblicato: 1992 - Etichetta:                                                                              | Revenge                               | —          | —          | —          | —          | —          | —          | —          | —          | —          | —          | —          | —          | 22         |                                                                     |
| 1993 | I Love It Loud (live)/Unholy (live) - Pubblicato: 8 maggio 1993 - Etichetta:                                        | Alive III                             | —          | —          | —          | —          | —          | —          | —          | —          | —          | —          | —          | —          | 22         |                                                                     |
| 1996 | Rock and Roll All Nite (live)/Every Time I Look at You (live) - Pubblicato: marzo 1996 - Etichetta:                 | Kiss Unplugged                        | —          | —          | —          | —          | —          | —          | —          | —          | —          | —          | —          | —          | 13         |                                                                     |
| 1997 | Jungle - Pubblicato: ottobre 1997 - Etichetta:                                                                      | Carnival of Souls: The Final Sessions | —          | —          | —          | —          | —          | —          | —          | —          | —          | —          | —          | —          | 8          |                                                                     |
| 1998 | Psycho Circus/In Your Face - Pubblicato: agosto 1998 - Etichetta:                                                   | Psycho Circus                         | —          | —          | 10         | —          | —          | —          | —          | 8          | —          | 4          | —          | 2          | 1          |                                                                     |
| 1998 | We Are One - Pubblicato: ottobre 1998 - Etichetta:                                                                  | Psycho Circus                         | —          | —          | —          | —          | —          | —          | —          | 18         | —          | 31         | —          | —          | —          |                                                                     |
| 1998 | I Finally Found My Way - Pubblicato: 1998 - Etichetta:                                                              | Psycho Circus                         | —          | —          | —          | —          | —          | —          | —          | —          | —          | —          | —          | —          | —          |                                                                     |
| 1998 | You Wanted the Best - Pubblicato: ottobre 1998 - Etichetta:                                                         | Psycho Circus                         | —          | —          | —          | —          | —          | —          | —          | —          | —          | —          | —          | —          | 22         |                                                                     |
| 2009 | Modern Day Delilah - Pubblicato: 19 agosto 2009 - Etichetta:                                                        | Sonic Boom                            | —          | —          | —          | —          | —          | —          | —          | —          | —          | —          | —          | —          | 26         |                                                                     |
| 2009 | Say Yeah - Pubblicato: 8 dicembre 2009 - Etichetta:                                                                 | Sonic Boom                            | —          | —          | —          | —          | —          | —          | —          | —          | —          | —          | —          | —          | —          |                                                                     |
| 2010 | Never Enough - Pubblicato: 11 giugno 2010 - Etichetta:                                                              | Sonic Boom                            | —          | —          | —          | —          | —          | —          | —          | —          | —          | —          | —          | —          | —          |                                                                     |
| 2012 | Hell or Hallelujah - Pubblicato: 2 luglio 2012 - Etichetta:                                                         | Monster                               | —          | —          | —          | —          | —          | —          | —          | —          | —          | —          | —          | —          | —          |                                                                     |
| 2012 | Long Way Down - Pubblicato: 23 ottobre 2012 - Etichetta:                                                            | Monster                               | —          | —          | —          | —          | —          | —          | —          | —          | —          | —          | —          | —          | —          |                                                                     |
| 2015 | Yume no Ukiyo ni Saite Mi na - Pubblicato: 28 gennaio 2015 - Etichetta: King Records                                | Hakkin no yoake                       | —          | —          | —          | —          | —          | —          | —          | —          | —          | —          | —          | —          | —          |                                                                     |

 Singoli degli album solisti del 1978 
| Anno | Titolo | Album        | Classifiche | Classifiche | Classifiche | Certificazioni |
| Anno | Titolo | Album        | CAN         | UK          | USA         | Certificazioni |
| ---- | --- | ------------ | ----------- | ----------- | ----------- | -------------- |
| 1978 | Hold Me, Touch Me (Think of Me When We're Apart)/Goodbye - Pubblicato: 16 settembre 1978 - Etichetta: Casablanca | Paul Stanley | 25          | 48          | 13          |                |
| 1978 | New York Groove/Snowblind - Pubblicato: 16 settembre 1978 - Etichetta: Casablanca                                | Ace Frehley  | 25          | —           | 13          |                |
| 1978 | Radioactive/See You in Your Dreams - Pubblicato: 18 settembre 1978 - Etichetta: Casablanca                       | Gene Simmons | —           | 41          | 47          |                |
| 1978 | Don't You Let Me Down/Hooked on Rock and Roll - Pubblicato: 18 settembre 1978 - Etichetta: Casablanca            | Peter Criss  | —           | —           | —           |                |
| 1979 | You Matter to Me/Rock Me Baby - Pubblicato: 16 gennaio 1979 - Etichetta: Casablanca                              | Peter Criss  | —           | —           | —           |                |

## Videografia
Album video 
| Anno | Titolo | Classifiche | Certificazioni                                                   |
| Anno | Titolo | USA         | Certificazioni                                                   |
| ---- | --- | ----------- | ---------------------------------------------------------------- |
| 1985 | Animalize: Kiss Live Uncensored - Pubblicato: 1º aprile 1985 - Etichetta: Universal - Formato: VHS        | 5           | - US: Platino                                                    |
| 1987 | Exposed - Pubblicato: giugno 1987 - Etichetta: PolyGram - Formato: VHS                                    | 2           | - CAN: Platino - US: Platino                                     |
| 1988 | Crazy Nights - Pubblicato: agosto 1988 - Etichetta: PolyGram - Formato: VHS                               | 15          | - US: Oro                                                        |
| 1992 | X-Treme Close-Up - Pubblicato: 18 agosto 1992 - Etichetta: PolyGram - Formato: VHS                        | 1           | - CAN: Oro - US: Platino                                         |
| 1993 | Konfidential - Pubblicato: 18 agosto 1993 - Etichetta: PolyGram - Formato: VHS                            | 2           | - CAN: Oro - US: Oro                                             |
| 1994 | Kiss My Ass: The Video - Pubblicato: 3 settembre 1994 - Etichetta: PolyGram - Formato: VHS                | 3           | - US: Oro                                                        |
| 1996 | Kiss Unplugged - Pubblicato: 12 marzo 1996 - Etichetta: PolyGram - Formato: VHS                           | 1           | - US: Oro                                                        |
| 1998 | Psycho Circus - Pubblicato: 8 novembre 1998 - Etichetta: PolyGram - Formato: VHS                          | 1           | - US: Platino                                                    |
| 1998 | The Second Coming - Pubblicato: 24 novembre 1998 - Etichetta: PolyGram - Formato: VHS                     | 3           | - AUS: 2× Platino - US: Platino                                  |
| 2003 | Kiss Symphony: The DVD - Pubblicato: 9 settembre 2003 - Etichetta: Sanctuary - Formato: DVD               | 1           | - ARG: Platino - AUS: Platino - CAN: 2× Platino - US: 2× Platino |
| 2005 | Kiss Rock The Nation Live! - Pubblicato: 13 dicembre 2005 - Etichetta: Image Entertainment - Formato: DVD | 7           | - AUS: Platino - CAN: 2× Platino - US: 2× Platino                |
| 2006 | Kissology Volume One: 1974–1977 - Pubblicato: 31 ottobre 2006 - Etichetta: VH1 Classic - Formato: DVD     | 1           | - CAN: 8× Platino - US: 5× Platino                               |
| 2007 | Kissology Volume Two: 1978-1991 - Pubblicato: 14 agosto 2007 - Etichetta: VH1 Classic - Formato: DVD      | 1           | - US: 6× Platino                                                 |
| 2007 | Kissology Volume Three: 1992-2000 - Pubblicato: 18 dicembre 2007 - Etichetta: VH1 Classic - Formato: DVD  | 3           | - US: 8× Platino                                                 |
| 2016 | Kiss Rocks Vegas - Pubblicato: 26 agosto 2016 - Etichetta: - Formato: DVD, Blu-Ray, CD                    | 3           | —                                                                |

 Video musicali 
| Anno | Titolo                          | Riferimenti | Direttore                  |
| ---- | ------------------------------- | ----------- | -------------------------- |
| 1975 | Rock and Roll All Nite          | [ 50 ]      | Sconosciuto                |
| 1975 | C'mon and Love Me               | [ 51 ]      | Sconosciuto                |
| 1976 | I Want You                      | [ 52 ]      | Sconosciuto                |
| 1976 | Love 'Em and Leave 'Em          | [ 52 ]      | Sconosciuto                |
| 1976 | Hard Luck Woman                 | [ 53 ]      | Sconosciuto                |
| 1979 | I Was Made for Lovin' You       | [ 54 ]      | John Goodhue               |
| 1979 | Sure Know Something             | [ 55 ]      | John Goodhue               |
| 1980 | Shandi                          | [ 56 ]      | Sconosciuto                |
| 1980 | Talk to Me                      | [ 57 ]      | Sconosciuto                |
| 1980 | Is That You?                    | —           | Sconosciuto                |
| 1981 | A World Without Heroes          | [ 58 ]      | Bruce Gowers               |
| 1981 | I                               | —           | Bruce Gowers               |
| 1982 | I Love It Loud                  | [ 59 ]      | Paul Davey                 |
| 1983 | Lick It Up                      | [ 60 ]      | Martin Kahan               |
| 1983 | All Hell's Breakin' Loose       | [ 61 ]      | Martin Kahan               |
| 1984 | Heaven's on Fire                | [ 62 ]      | David Lewis                |
| 1984 | Thrills in the Night            | [ 63 ]      | Albie Vos                  |
| 1985 | Tears Are Falling               | [ 64 ]      | David Mallet               |
| 1985 | Who Wants to Be Lonely          | [ 65 ]      | David Mallet               |
| 1985 | Uh! All Night                   | [ 66 ]      | David Mallet               |
| 1987 | Rock and Roll All Nite (Live)   | —           | Claude Borenwzeig          |
| 1987 | Crazy Crazy Nights              | [ 67 ]      | Jean Pellerin e Doug Freel |
| 1987 | Reason to Live                  | [ 68 ]      | Marty Callner              |
| 1988 | Turn On the Night               | [ 69 ]      | Marty Callner              |
| 1988 | Let's Put the X in Sex          | [ 70 ]      | Rebecca Blake              |
| 1988 | (You Make Me) Rock Hard         | [ 71 ]      | Rebecca Blake              |
| 1989 | Hide Your Heart                 | [ 72 ]      | Marty Callner              |
| 1989 | Rise to It                      | [ 73 ]      | Mark Rezyka                |
| 1989 | Forever                         | [ 74 ]      | Mark Rezyka                |
| 1991 | God Gave Rock 'N Roll to You II | [ 75 ]      | Mark Rezyka                |
| 1992 | Unholy                          | [ 76 ]      | Paul Rachman               |
| 1992 | I Just Wanna                    | [ 77 ]      | Paul Rachman               |
| 1992 | Domino                          | [ 78 ]      | Paul Rachman               |
| 1992 | Every Time I Look at You        | [ 79 ]      | Mark Rezyka                |
| 1993 | I Love It Loud (Live)           | —           | Joseph Young               |
| 1997 | Shout It Out Loud (Live)        | [ 80 ]      | Wayne Isham                |
| 1998 | Psycho Circus                   | [ 81 ]      | James Hurlburt             |
| 2009 | Modern Day Delilah              | [ 82 ]      | Wayne Isham                |

 Video lirici 
| Anno | Titolo               | Riferimenti |
| ---- | -------------------- | ----------- |
| 2012 | Hell or Hallelujah   | [ 83 ]      |
| 2013 | Right Here Right Now | [ 84 ]      |

## Altre apparizioni
Apparizioni in album 
| Anno | Titolo                               | Album                                       | Curiosità               | Riferimenti   |
| ---- | ------------------------------------ | ------------------------------------------- | ----------------------- | ------------- |
| 1999 | Nothing Can Keep Me from You         | Detroit Rock City                           | Scritto da Diane Warren | [ 85 ]        |
| 2003 | Do You Remember Rock 'n' Roll Radio? | We're a Happy Family - A Tribute to Ramones | Cover dei Ramones       | [ 86 ]        |
| 2014 | Venus and Mars/Rock Show             | The Art of McCartney                        | Cover dei Wings         | [ 87 ] [ 88 ] |